# Kolinda Grabar-Kitarović
Kolinda Grabar-Kitarović (sinh ngày 29 tháng 4 năm 1968) là một chính trị gia người Croatia. Ngày 11 tháng 1 năm 2015, bà đã giành thắng lợi trong cuộc bầu cử tổng thống ở Croatia và trở thành nữ tổng thống đầu tiên của Croatia. Trước đó, từ năm 2011 đến năm 2014, bà từng là Phó tổng thư ký phụ trách ngoại giao công cộng của NATO.. Bà cũng là người phụ nữ đầu tiên được bổ nhiệm vào vị trí trợ lý Tổng thư ký NATO. Bà từng là Bộ trưởng bộ ngoại giao Croatia từ năm 2005 đến năm 2008 sau đó là Đại sứ của Croatia tại Hoa Kỳ từ năm 2008 đến năm 2011.. Bà Grabar-Kitarović là thành viên của đảng bảo thủ Liên minh Dân chủ Croatia.

## Cuộc sống
Kolinda Grabar sinh tại Rijeka, Croatia. Năm học lớp 12, bà xin du học tại Hoa Kỳ, sống chung với một gia đình bản xứ. Bà tốt nghiệp trung học Los Alamos tại Los Alamos, New Mexico. Sau đó, bà học tại Đại học Zagreb, Khoa nhân văn và Khoa khoa học Xã hội. Bà tốt nghiệp vào năm 1992 với bằng Cử nhân nghệ thuật và văn học bằng tiếng Anh và tiếng Tây Ban Nha. Từ năm 1995 đến năm 1996, bà đã tham dự các khóa học Diploma tại học viện Ngoại giao Vienna. Năm 2000, bà lấy bằng thạc sĩ về quan hệ quốc tế từ Khoa Khoa học chính trị tại Đại học Zagreb.
Năm 2002-2003, bà đã tham gia giảng dạy tại Đại học George Washington. Bà cũng nhận được học bổng của Chính phủ tại Trường Kennedy và Harvard. Bà là một học giả thỉnh giảng tại nhiều trường đại học, nghiên cứu Quốc tế như tại Đại học Johns Hopkins.

## Sự nghiệp chính trị
Năm 1992, Grabar-Kitarović trở thành cố vấn cho các bộ phận hợp tác quốc tế của Bộ Khoa học và Công nghệ Croatia.. Năm 1993, bà chuyển sang làm việc tại bộ ngoại giao với vai trò cố vấn.. Năm 1995, bà đã trở thành người đứng đầu các bộ phận Bắc Mỹ của Bộ Ngoại giao, bà giữ vị trí đó cho đến năm 1997. Từ năm 1997, Bà bắt đầu làm việc tại Đại sứ quán Croatia ở Canada. Đến tháng 10 năm 1998 bà trở thành ủy viên hội đồng của Bộ Ngoại giao. Bà đảm nhận chức vụ này cho đến năm 2003.
Tháng 11 năm 2003, bà được bầu vào Quốc hội Croatia từ các khu vực bầu cử thứ 7, bà cũng là một thành viên của Liên minh Dân chủ Croatia (HDZ). Trong nội các chính phủ được thành lập vào tháng 12 năm 2003, bà đã giữ vai trò là bộ trưởng hội nhập châu Âu và bắt đầu thực hiện các cuộc đàm phán trong năm 2004 để Croatia gia nhập Liên minh châu Âu.
Tháng 2 năm 2005, Grabar-Kitarović được đề cử để trở thành Ngoại trưởng của Croatia. Bà đã được quốc hội đồng ý và tuyên thệ nhậm chức vào ngày 17 tháng 2 năm 2005. Nhiệm vụ chính của bà để hướng dẫn Croatia vào Liên minh châu Âu và NATO
Bà đã thành công trong vai trò bộ trưởng ngoại giao cho đến tháng 11 năm 2007.

## Nữ tổng thống đầu tiên
Kolinda Grabar-Kitarović là thành viên của Bosnia và Herzegovina Dragan Covic trong chiến dịch bầu cử Tổng thống vào tháng 9 năm 2012. Nhật báo Jutarnji nói rằng Grabar-Kitarović là một ứng cử viên sáng giá cho cuộc bầu cử tổng thống Croatia vào năm 2015 của Liên minh Dân chủ Croatia (HDZ)).. Năm 2014 bà đã được xác nhận là ứng cử viên chính thức của HDZ tham gia trong cuộc bầu cử tổng thống Croatia, cạnh tranh với tổng thống đương nhiệm Ivo Josipović. Trong cuộc bầu cử vào tháng 12 năm 2014, Grabar-Kitarovic đã nhận được 37,22% số phiếu bầu đứng thứ hai, đứng đầu là đương kim tổng thống Josipović, ông nhận được 38,46% phiếu bầu.. Cả hai ứng cử viên phải cùng tham gia thêm một cuộc bầu cử (run-off) vào ngày 11 Tháng 1 năm 2015. Trong cuộc bầu cử lại này, bà Grabar-Kitarović đã lật ngược thế cờ và chiến thắng với 50,4% số phiếu bầu, để trở thành nữ tổng thống đầu tiên của Croatia. Bà sẽ tiến hành nhậm chức vào ngày 19 tháng 2 năm 2015.

## Cuộc sống cá nhân
Grabar-Kitarović đã lập gia đình với Jakov Kitarović vào năm 1996. Họ có hai con là Katarina (sinh năm 2001) và Luka (sinh 2003). Bà nói thành thạo các ngôn ngữ Croatian, tiếng Anh, tiếng Tây Ban Nha và tiếng Bồ Đào Nha. Bà biết nói cơ bản tiếng Đức, tiếng Pháp và tiếng Ý.